# Râul Mihova
Râul Mihova (în ucraineană Мигівка/Мігова, transliterat: Mîhivka/Mihova) este un râu din raionul Vijnița (Ucraina), afluent al râului Siretul Mare. Izvorul acestuia se află pe teritoriul comunei Șipotele pe Siret.